# Stazione meteorologica di Larino
La stazione meteorologica di Larino è la stazione meteorologica di riferimento per la località di Larino.

## Coordinate geografiche
La stazione meteo si trova nell'Italia meridionale, in Molise, in provincia di Campobasso, nel comune di Larino, ad un'altezza di 400 metri s.l.m. e alle coordinate geografiche 41°48′N 14°55′E.

## Dati climatologici
In base alla media trentennale di riferimento 1961-1990, la temperatura media del mese più freddo, gennaio, si attesta a +6,0 °C; quella del mese più caldo, agosto, è di +24,6 °C  .
| Larino             | Mesi | Mesi | Mesi | Mesi | Mesi | Mesi | Mesi | Mesi | Mesi | Mesi | Mesi | Mesi | Stagioni | Stagioni | Stagioni | Stagioni | Anno |
| Larino             | Gen  | Feb  | Mar  | Apr  | Mag  | Giu  | Lug  | Ago  | Set  | Ott  | Nov  | Dic  | Inv      | Pri      | Est      | Aut      | Anno |
| ------------------ | ---- | ---- | ---- | ---- | ---- | ---- | ---- | ---- | ---- | ---- | ---- | ---- | -------- | -------- | -------- | -------- | ---- |
| T. max. media (°C) | 8,7  | 10,2 | 13,1 | 17,6 | 22,5 | 27,2 | 29,9 | 30,1 | 25,7 | 19,5 | 14,2 | 11,0 | 10,0     | 17,7     | 29,1     | 19,8     | 19,1 |
| T. min. media (°C) | 3,3  | 3,6  | 5,6  | 8,6  | 12,5 | 16,3 | 18,7 | 19,0 | 15,9 | 11,9 | 8,4  | 5,4  | 4,1      | 8,9      | 18,0     | 12,1     | 10,8 |